# Moorbeek (Niers)
El Moorbeek és un rierol de 4 km que neix a la ciutat de Straelen a l'estat de Rin del Nord-Westfàlia, a Alemanya, i desemboca al Niers, a la mateixa ciutat. El seu nom neerlandès significa 'rierol' (beek) 'de l'aiguamoll' (moor). Podria sorprendre trobar topònims neerlandesos a Alemanya, però aquesta part de Gueldre pertanyia als Països Baixos fins al Congrés de Viena del 1815 i la llengua vehicular sempre va ser el neerlandès. El rei de Prússia va introduir l'alemany com a llengua administrativa, però el neerlandès va quedar a les escoles i les esglésies. Vers la fi del segle xix, sota la influència d'Otto von Bismarck, les altres llengües van desaparèixer de les escoles i de l'Església. El neerlandès només va quedar en la toponímia.

## Galeria

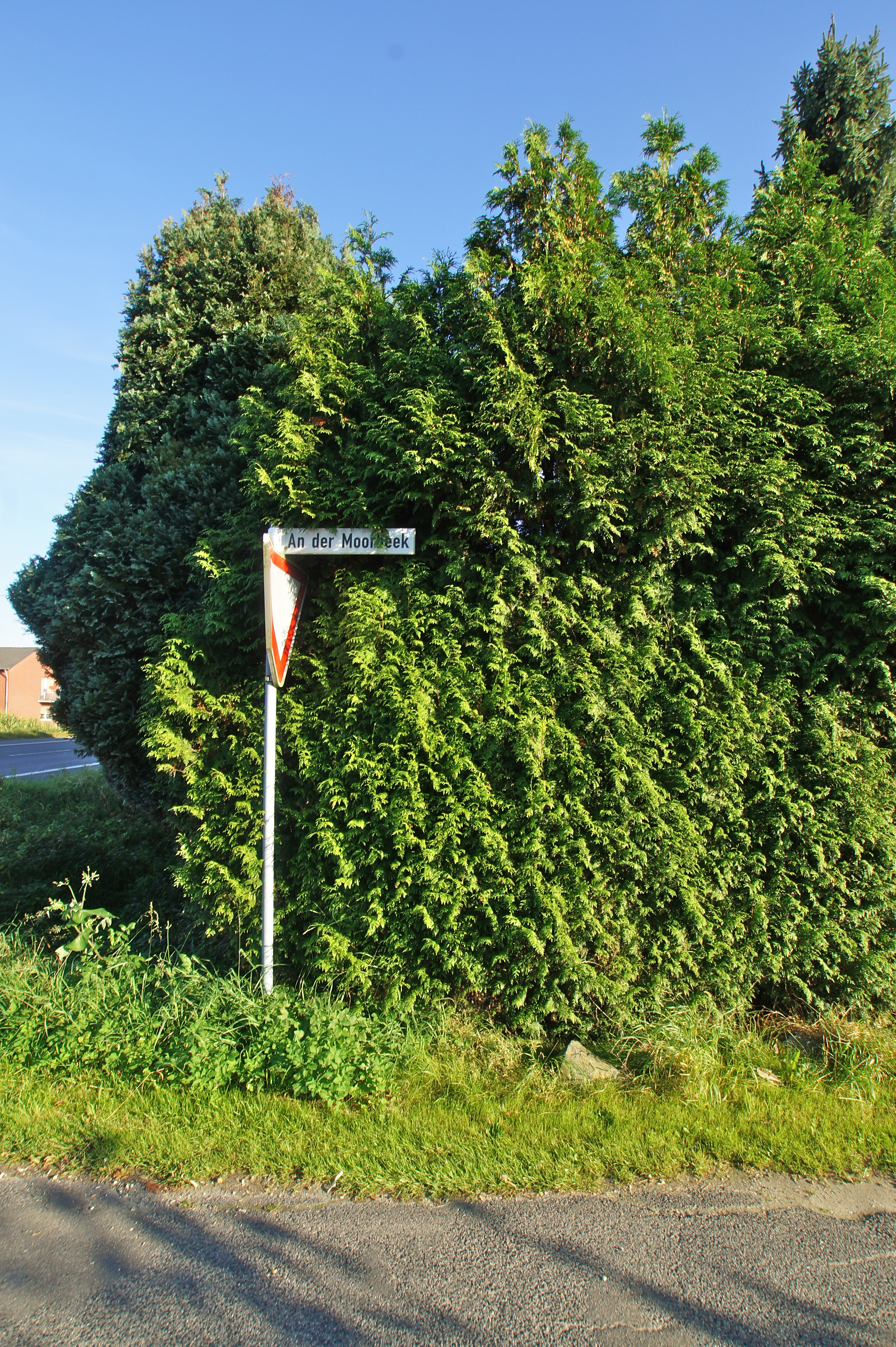
Rètol: An der Moorbeek
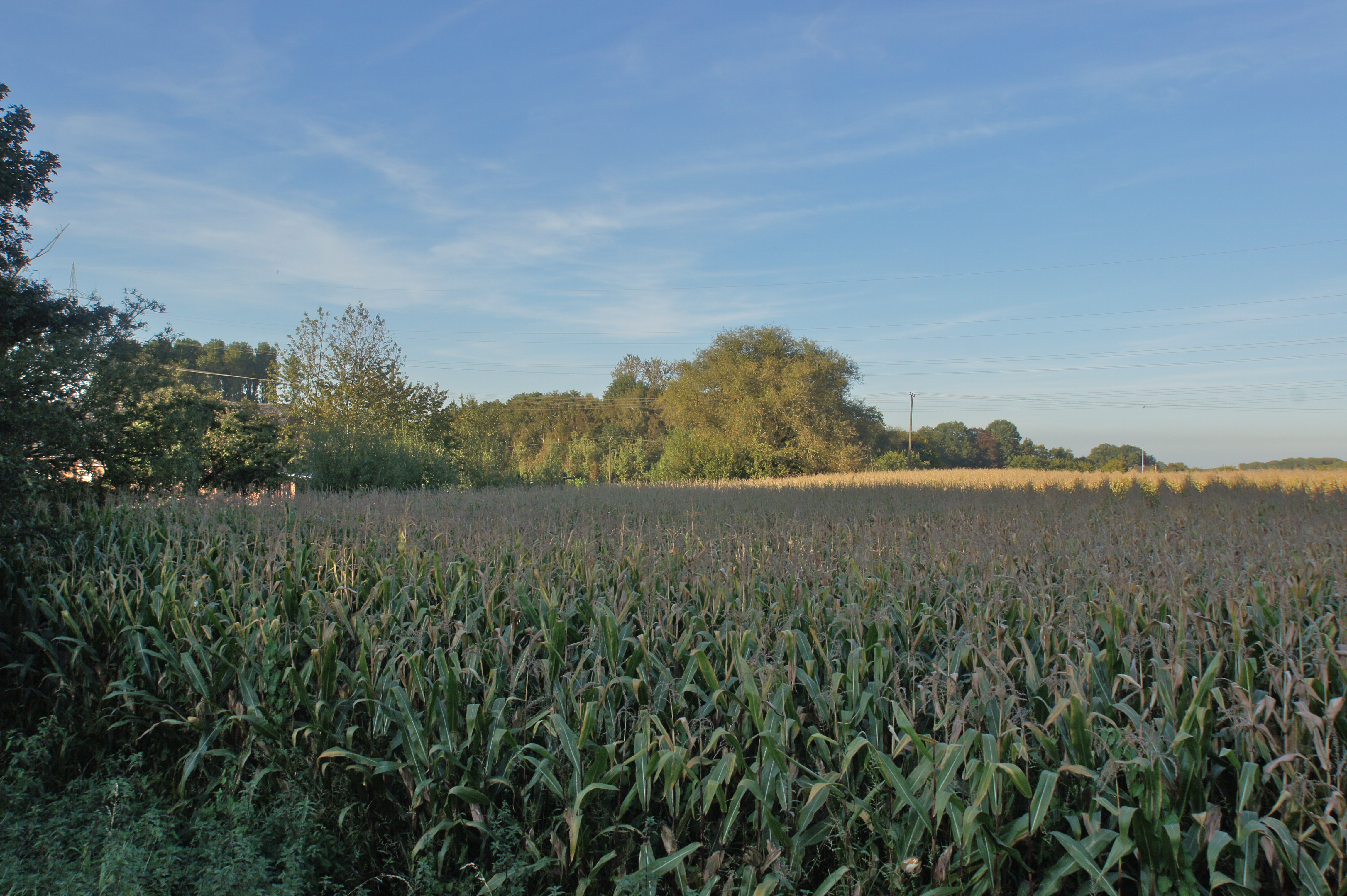
La vall del Moorbeek
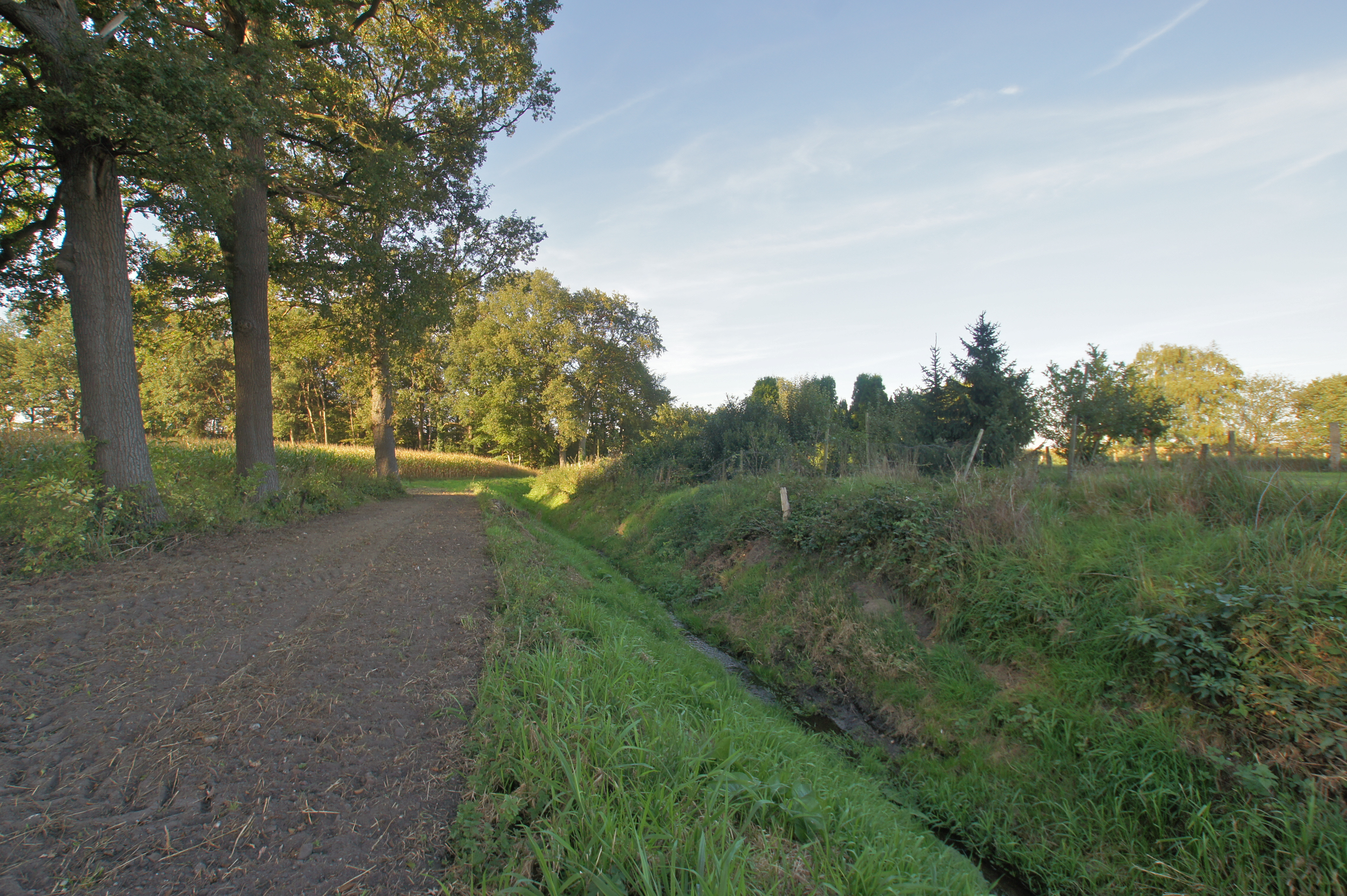
En direcció amunt, cap al lloc dit Sang
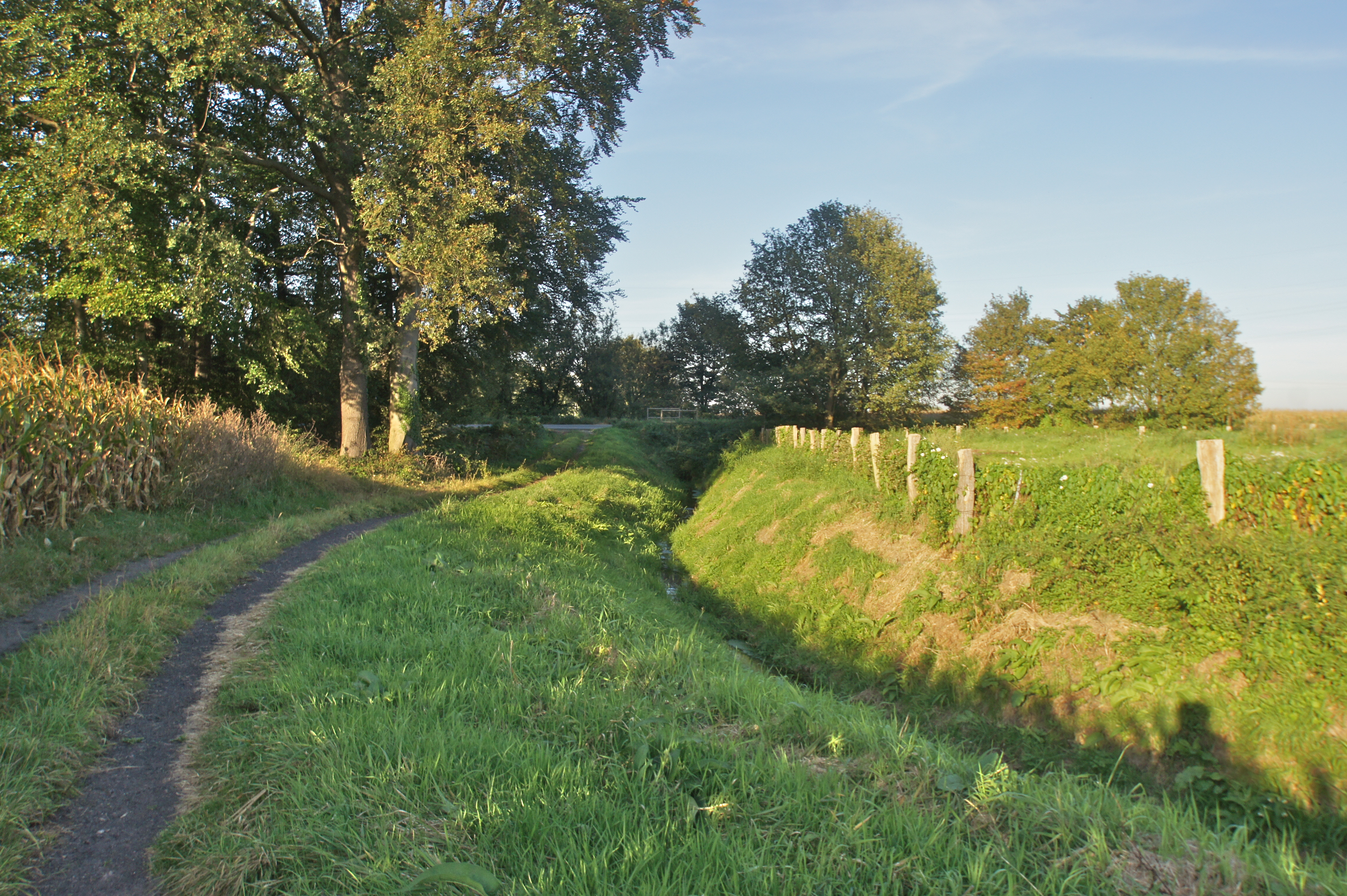
Abans de passar sota la carretera L39 Wankumer Straße